# Japan Women's Open 2015
Japan Women's Open 2015 byl tenisový turnaj pořádaný jako součást ženského okruhu WTA Tour, který se hrál na otevřených dvorcích s tvrdým povrchem tenisového centra Ariake Coliseum. Konal se mezi 14 až 20. zářím 2015 v japonské metropoli Tokiu jako 7. ročník turnaje.
Turnaj s rozpočtem 250 000 dolarů patřil do kategorie WTA International. Nejvýše nasazenou hráčkou ve dvouhře se stala Španělka z druhé světové desítky Carla Suárezová Navarrová, kterou v úvodním kole vyřadila Ukrajinka Kateryna Bondarenková. Titul si připsala belgická hráčka Yanina Wickmayerová. Deblovou soutěž opanoval tchajwanský sesterský pár Chao-čching a Jung-žan Čanových.
V roce 2015 došlo ke změně dějiště, když byl turnaj z Ósaky přemístěn do Tokia.

## Distribuce bodů a finančních odměn

### Distribuce bodů
| Soutěž  | vítězky | finalistky | semifinalistky | čtvrtfinalistky | 16 v kole | 32 v kole | Q  | Q3 | Q2 | Q1 |
| ------- | ------- | ---------- | -------------- | --------------- | --------- | --------- | -- | -- | -- | -- |
| dvouhra | 280     | 180        | 110            | 60              | 30        | 1         | 18 | 14 | 10 | 1  |
| čtyřhra | 280     | 180        | 110            | 60              | 1         | —         | —  | —  | —  | —  |

### Finanční odměny
| Soutěž                                | vítězky | finalistky | semifinalistky | čtvrtfinalistky | 16 v kole | 32 v kole | Q2     | Q1   |
| ------------------------------------- | ------- | ---------- | -------------- | --------------- | --------- | --------- | ------ | ---- |
| dvouhra                               | $43 000 | $21 400    | $11 300        | $6 175          | $3 400    | $2 100    | $1 020 | $600 |
| čtyřhra                               | $12 300 | $6 400     | $3 435         | $1 820          | $960      | —         | —      | —    |
| částky ve čtyřhře jsou uváděny na pár |         |            |                |                 |           |           |        |      |

## Ženská dvouhra

### Nasazení
| Stát                          | Hráčka                    | WTA | Nasazení |
| ----------------------------- | ------------------------- | --- | -------- |
| Španělsko                     | Carla Suárezová Navarrová | 10. | 1.       |
| Kazachstán                    | Zarina Dijasová           | 35. | 2.       |
| USA                           | Madison Brengleová        | 47. | 3.       |
| USA                           | Alison Riskeová           | 57. | 4.       |
| Švédsko                       | Johanna Larssonová        | 58. | 5.       |
| USA                           | Christina McHaleová       | 59. | 6.       |
| Chorvatsko                    | Ajla Tomljanovićová       | 63. | 7.       |
| Slovinsko                     | Polona Hercogová          | 64. | 8.       |
| Žebříček WTA k 31. srpnu 2015 |                           |     |          |

### Jiné formy účasti
Následující hráčky obdržely divokou kartu do hlavní soutěže:
- Kimiko Dateová
- Nao Hibinová
- Carla Suárezová Navarrová

Následující hráčky si zajistily postup do hlavní soutěže v kvalifikaci:
- Hiroko Kuwatová
- Naomi Ósakaová
- Risa Ozakiová
- Alexandra Panovová

### Odhlášení
před zahájením turnaje
- Jana Čepelová → nahradila ji Kiki Bertensová
- Margarita Gasparjanová → nahradila ji Bojana Jovanovská
- Karin Knappová → nahradila ji Misaki Doiová
- Anna Karolína Schmiedlová → nahradila ji Sie Šu-wej
- Barbora Strýcová → nahradila ji Kateryna Bondarenková

## Ženská čtyřhra

### Nasazení
| Stát                                                                       | Hráčka             | Stát             | Hráčka          | WTA | Nasazení |
| -------------------------------------------------------------------------- | ------------------ | ---------------- | --------------- | --- | -------- |
| Čínská Tchaj-pej                                                           | Čan Chao-čching    | Čínská Tchaj-pej | Čan Jung-žan    | 42. | 1.       |
| Čínská Tchaj-pej                                                           | Čuang Ťia-žung     | Čína             | Liang Čchen     | 78. | 2.       |
| Kanada                                                                     | Gabriela Dabrowská | Polsko           | Alicja Rosolská | 90. | 3.       |
| Čína                                                                       | Sü I-fan           | Čína             | Čeng Saj-saj    | 99. | 4.       |
| Žebříček WTA k 31. srpnu 2015; číslo je součtem umístění obou členek páru. |                    |                  |                 |     |          |

### Jiné formy účasti
Následující páry obdržely divokou kartu do hlavní soutěže:
- Misaki Doiová /  Kurumi Naraová
- Eri Hozumiová /  Miju Katová

## Přehled finále

### Ženská dvouhra
- Yanina Wickmayerová vs.  Magda Linetteová, 4–6, 6–3, 6–3

### Ženská čtyřhra
- Čan Chao-čching /  Čan Jung-žan vs.  Misaki Doiová /  Kurumi Naraová, 6–1, 6–2